# Cv Solimões (V-24)
Le Cv Solimões (V-24) était une corvette de la classe Imperial Marinheiro de la marine brésilienne, qui est devenu un navire musée exposé à Belém do Pará .

## Histoire

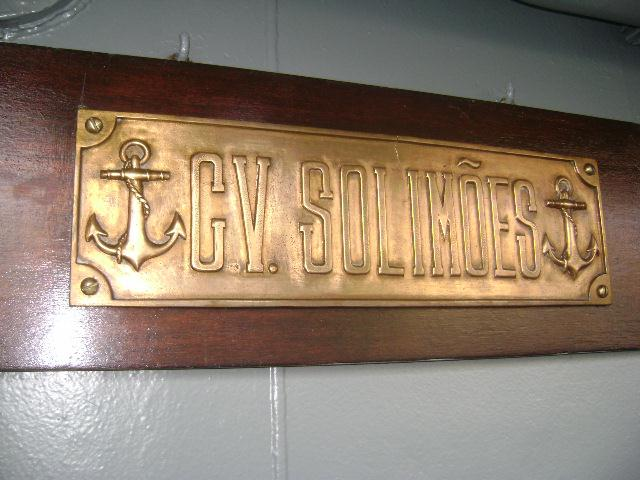
Plaque en bronze

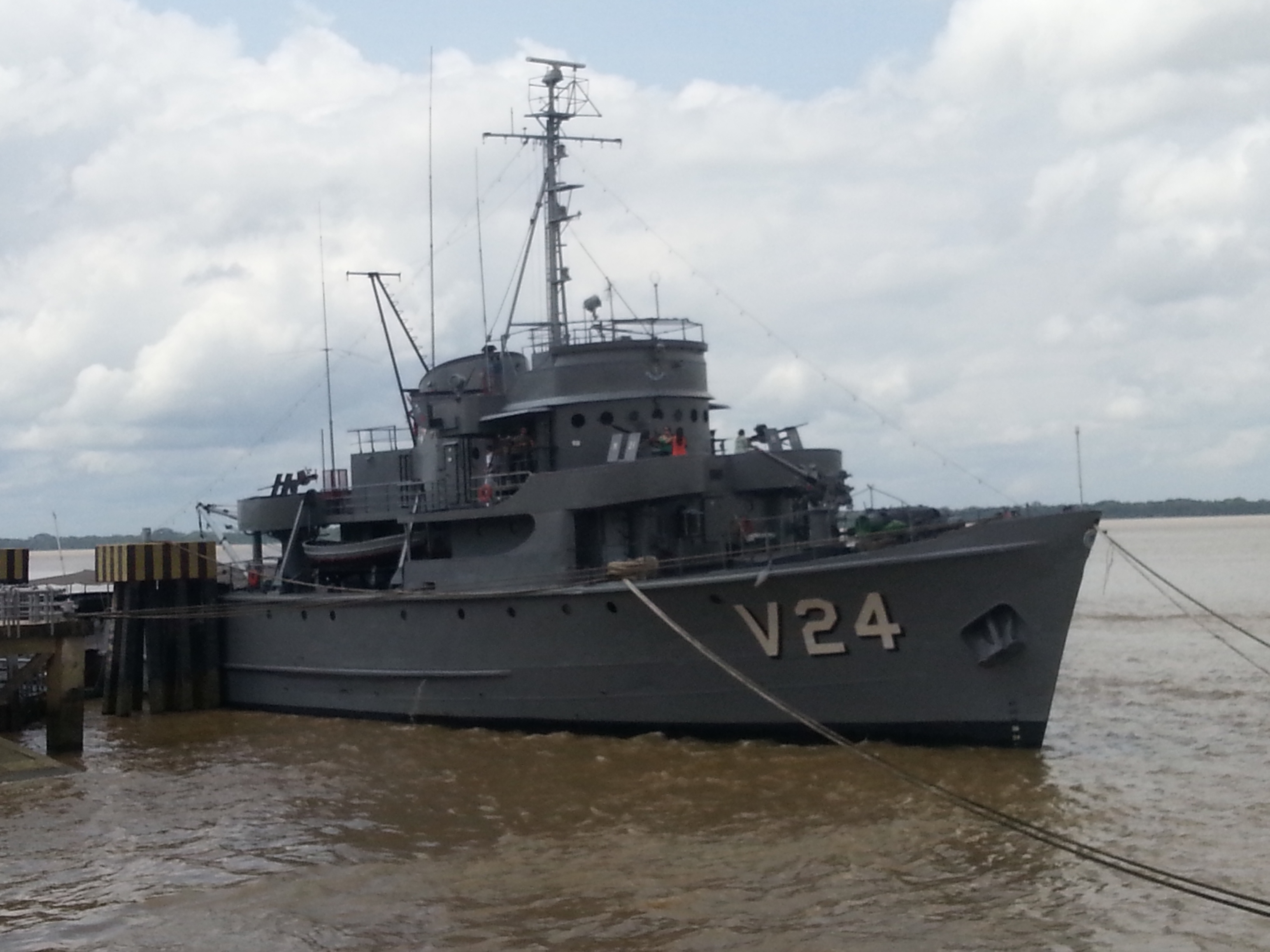
Corvette Solimões, navire musée de la marine brésilienne

La corvette a été construite par le chantier naval Werf Gusto à Rotterdam , aux Pays-Bas et a été livré à la marine brésilienne le 3 août 1955.
De 1955 à 1959, elle est subordonnée au commandement du 1er district naval de Rio de Janeiro, effectuant des missions de patrouille côtière et de sauvetage maritime.
En décembre 1959, elle devient subordonné au commandement du 4e district naval de Belém do Pará, et, depuis le 23 avril 1974, elle intègre le commandement du groupe de patrouille navale du nord. Dans ces phases, elle a joué un large éventail de missions, telles que le remorquage de navires, les patrouilles (y compris les frontières), l'aide maritime (recherche et sauvetage), le transport de troupes, et dans les actions d'assistance civique-sociale avec les populations riveraines. de l'Amazonie, transportant des fournitures et fournissant une assistance médicale.

## Préservation
En 2004 , grâce à un accord entre le Secrétariat exécutif de la Culture et la Marine brésilienne, le processus de requalification de l'ancienne corvette en navire musée a commencé, avec un projet basé sur la conception originale du navire. Ainsi, des modifications structurelles ont été apportées et certains équipements et accessoires ont été remplacés, dans le but de rendre au navire les caractéristiques d'origine et de rendre viable pour le circuit d'exposition.
À partir du 19 mars de 2008 le navire, entièrement rénové, le navire a été ancré au quai de la Caza das Onze Janelas  ouvert au public dans les mêmes heures d'ouverture du complexe Feliz Lusitânia à Belém de Pará.